# Nephrotoma gorongozae
Nephrotoma gorongozae är en tvåvingeart som beskrevs av Alexander 1960. Nephrotoma gorongozae ingår i släktet Nephrotoma och familjen storharkrankar.
Artens utbredningsområde är Moçambique. Inga underarter finns listade i Catalogue of Life.